# Normaledrukhydrocefalie
Normaledrukhydrocefalie  (Engels: normal-pressure hydrocephalus  (NPH)) is een neurologische aandoening die wordt veroorzaakt door verminderde heropname van hersenvocht.
Het klachtenpatroon is erg typisch en bestaat uit loopproblemen, urine-incontinentie en geheugenproblemen. De aandoening kan worden behandeld met een shunt waarmee het hersenvocht van het brein wordt afgeleid naar een andere holte, zoals de buik of het hart. Een alternatieve behandeling is endoscopische derde-ventriculostomie.